# Mauritius na Letnich Igrzyskach Olimpijskich 2012
Mauritius na Letnich Igrzyskach Olimpijskich 2012, które odbywały się w Londynie, reprezentowało 11 zawodników.
Był to 8 start reprezentacji Mauritiusu na letnich igrzyskach olimpijskich.

## Reprezentanci

### Boks
Mężczyźni
| Zawodnik           | Konkurencja          | 1/16                       | 1/8                                 | Ćwierćfinał      | Półfinał         | Finał            | Finał   |
| Zawodnik           | Konkurencja          | Przeciwnik Wynik           | Przeciwnik Wynik                    | Przeciwnik Wynik | Przeciwnik Wynik | Przeciwnik Wynik | Pozycja |
| ------------------ | -------------------- | -------------------------- | ----------------------------------- | ---------------- | ---------------- | ---------------- | ------- |
| Oliver Lavigilante | waga musza           | Duke Micah P 14 – 18       | NQ                                  | NQ               | NQ               | NQ               | NQ      |
| Richarno Colin     | waga lekkopółśrednia | Abdelhak Aatakni W 16 – 10 | Uranczimegijn Mönch-Erden P 12 – 15 | NQ               | NQ               | NQ               | NQ      |

### Judo
Kobiety
| Zawodniczka         | Konkurencja | 1/16             | 1/8                             | Ćwierćfinał               | Półfinał         | Repasaż 1                  | Repasaż 2        | Finał            | Finał   |
| Zawodniczka         | Konkurencja | Przeciwnik Wynik | Przeciwnik Wynik                | Przeciwnik Wynik          | Przeciwnik Wynik | Przeciwnik Wynik           | Przeciwnik Wynik | Przeciwnik Wynik | Pozycja |
| ------------------- | ----------- | ---------------- | ------------------------------- | ------------------------- | ---------------- | -------------------------- | ---------------- | ---------------- | ------- |
| Christiane Legentil | -52 kg      | BYE              | Majlinda Kelmendi W 1001 – 0101 | Ilse Heylen P 0002 – 0020 | NQ               | Marie Müller P 0002 – 0101 | NQ               | NQ               | 7.      |

### Kolarstwo

#### Kolarstwo szosowe
Kobiety
| Zawodniczka       | Konkurencja                | Wynik | Pozycja |
| ----------------- | -------------------------- | ----- | ------- |
| Aurélie Halbwachs | wyścig ze startu wspólnego | DNF   | DNF     |

### Lekkoatletyka
Kobiety
| Zawodniczka      | Konkurencja   | Preeliminacje | Preeliminacje | Eliminacje | Eliminacje | Półfinał | Półfinał | Finał | Finał   |
| Zawodniczka      | Konkurencja   | Wynik         | Miejsce       | Wynik      | Miejsce    | Wynik    | Miejsce  | Wynik | Miejsce |
| ---------------- | ------------- | ------------- | ------------- | ---------- | ---------- | -------- | -------- | ----- | ------- |
| Annabelle Lascar | bieg na 800 m | 2:05.45       | 19.           | NQ         | NQ         | NQ       | NQ       | NQ    | NQ      |

Mężczyźni
| Zawodnik        | Konkurencja   | Preeliminacje | Preeliminacje | Eliminacje | Eliminacje | Półfinał | Półfinał | Finał | Finał   |
| Zawodnik        | Konkurencja   | Wynik         | Miejsce       | Wynik      | Miejsce    | Wynik    | Miejsce  | Wynik | Miejsce |
| --------------- | ------------- | ------------- | ------------- | ---------- | ---------- | -------- | -------- | ----- | ------- |
| Fabrice Coiffic | bieg na 100 m | 10.62         | 5.            | 10.59      | 47.        | NQ       | NQ       | NQ    | NQ      |

### Piłka siatkowa

#### Siatkówka plażowa
Kobiety
| Zawodniczki                       | Konkurencja | Faza grupowa                                      | Faza grupowa                                    | Faza grupowa                                  | Pozycja | 1/8                 | Ćwierćfinały        | Półfinały           | Finał               | Finał   |
| Zawodniczki                       | Konkurencja | Przeciwniczki Wynik                               | Przeciwniczki Wynik                             | Przeciwniczki Wynik                           | Pozycja | Przeciwniczki Wynik | Przeciwniczki Wynik | Przeciwniczki Wynik | Przeciwniczki Wynik | Pozycja |
| --------------------------------- | ----------- | ------------------------------------------------- | ----------------------------------------------- | --------------------------------------------- | ------- | ------------------- | ------------------- | ------------------- | ------------------- | ------- |
| Élodie Li Yuk Lo Natacha Rigobert | kobiety     | Juliana Felisberta Larissa França L (5:21, 10:21) | Lenka Háječková Hana Klapalová L (10:21, 11:21) | Katrin Holtwick Ilka Semmler L (11:21, 10:21) | 4.      | NQ                  | NQ                  | NQ                  | NQ                  | 19.     |

### Pływanie
Kobiety
| Zawodniczka    | Konkurencja           | Eliminacje | Eliminacje | Półfinał | Półfinał | Finał | Finał   |
| Zawodniczka    | Konkurencja           | Wynik      | Miejsce    | Wynik    | Miejsce  | Wynik | Miejsce |
| -------------- | --------------------- | ---------- | ---------- | -------- | -------- | ----- | ------- |
| Heather Arseth | 200 m stylem dowolnym | 2:07.81    | 34.        | NQ       | NQ       | NQ    | NQ      |

Mężczyźni
| Zawodnik       | Konkurencja           | Eliminacje | Eliminacje | Półfinał | Półfinał | Finał | Finał   |
| Zawodnik       | Konkurencja           | Wynik      | Miejsce    | Wynik    | Miejsce  | Wynik | Miejsce |
| -------------- | --------------------- | ---------- | ---------- | -------- | -------- | ----- | ------- |
| Gilles Marquet | 200 m stylem dowolnym | 1:58.91    | 39.        | NQ       | NQ       | NQ    | NQ      |

### Triathlon
Kobiety
| Zawodniczka        | Konkurencja | Pływanie (1,5 km) | Zmiana 1 | Jazda na rowerze (40 km) | Zmiana 2 | Bieg (10 km) | Wynik   | Pozycja |
| ------------------ | ----------- | ----------------- | -------- | ------------------------ | -------- | ------------ | ------- | ------- |
| Fabienne St. Louis | kobiety     | 19:51             | 0:39     | 1:06:54                  | 0:35     | 39:38        | 2:07:37 | 42.     |